# Óblast de Kamchatka
El óblast de Kamchatka (del ruso: Камча́тская о́бласть) era una región u óblast de Rusia que fue incorporada, junto con el Distrito Autónomo de los Koriak, al Krai de Kamchatka el 1 de julio de 2007. Ocupaba la parte sur de la península de Kamchatka y contaba una población de 333.644 habitantes, según el censo del año 2002.